# Hendrik Dirks Kramer
Hendrik Dirks Kramer (Breukelen, 29 september 1840 – Amsterdam, 24 februari 1929) was een Nederlands ondernemer.
Kramer was timmernman, aannemer, architect maar voornamelijk (een vroege) projectontwikkelaar, makelaar. Bij zijn komst naar de stad Amsterdam in 1866 ging hij een verbond aan met zijn neef en eveneens timmerman Hendrik Overeem. Zij begonnen woningcomplexen te (laten) bouwen aan dan de buitenrand van de stad. Nadat de samenwerking beëindigde stapte Kramer naar Jan Willem Hartgerink en zette zijn ontwikkeling van de dan nieuwe buitenwijken voort. Er verschenen complexen aan de Stadhouderskade en de zijstraten daarvan, die toen in het boerenland eindigden. De heren namen het echter niet zo nauw met de hygiënische maatregelen die noodzakelijk waren, waardoor ze regelmatig in aanvaring kwamen met Bouw- en Woningtoezicht, die toen net eisen begon te stellen. Woningen werden aangesloten of moesten aangesloten kunnen worden op het Liernurstelsel aan rioleringen.
Hendrik Dirks Kramer, zoon van winkelier Frans Kramer en Willemina Sluwink, woonde ook in De Pijp. Hij woonde bijvoorbeeld aan de Amsteldijk en de Stadhouderskade. Hij was getrouwd met Maria Fredrika Versteeg, dochter van Rijk Versteeg, een tuinman uit Zuilen, en Johanna Overeem. Hun zoon Rijk Kramer, vernoemd naar zijn opa, zou een bekend Amsterdams huisarts worden.